# Динамо (футбольный клуб, Кострома)
«Дина́мо» — российский футбольный клуб из Костромы. Иногда упоминается как «Динамо-Старт».

## История
Общество «Динамо» в Костроме было образовано в 1926 году. До середины 30-х команда участвовала в городских соревнованиях. С 1946 года — одна из основных в первенстве города. В 1947 и 1954 годах становилась чемпионом Костромской области. В 1951, 1952 и 1988 годах участвовала в первенстве РСФСР среди КФК. В 2008 году команда сделала золотой дубль: одержала победу в первенстве и кубке «Золотого кольца», обойдя «Кооператор», «Рыбинск», «Машиностроитель» и «НКЗ-Шинник». В 2009 году вышла в финал кубка и заняла 3 место в первенстве МФФ «Золотое кольцо». В сезонах 2010 и 2011/12 команда участвовала во втором дивизионе, зона «Запад». В сезоне 2010 команда заняла 15-е место из 17 команд. А в сезоне 2011/12 команда заняла 14-е место из 16 команд, но из-за финансовых проблем вылетела из второго дивизиона в третий, в МФФ «Золотое кольцо».

## Участия в Кубке России
Клуб семь раз выступал в Кубке России: в 2010, 2011, 2013, 2014, 2015, 2016, 2017 гг.
Один раз — в розыгрыше Кубка России по футболу сезона 2013/14 — прошёл первую стадию.
В 2010 году состоялось областное дерби: в матче 1/256 финала Кубка России «Динамо» встречалось со «Спартаком». Хозяином поля был Спартак, матч проходил на стадионе «Урожай» в Караваево. Основное время матча закончилось со счётом 1:1. В дополнительное время никто не сумел отличиться. В серии пенальти сильнее были игроки «Спартака» — 6:5.
В 2011 году команды вновь встретились на такой же стадии. «Спартак» в ранге хозяина поля выиграл 2:1. Матч прошёл в Иваново на стадионе «Текстильщик» из-за неготовности стадиона «Урожай».
В 2013 году опять на первой стадии турнира встречались «Спартак» и «Динамо». Хозяином поля было «Динамо». Из-за неготовности поля на стадионе «Динамо» матч команды играли на стадионе «Урожай». В этот раз «Динамо» выиграло. Основное время матча закончилось со счётом 1:1. В дополнительное время никто не сумел отличиться. В серии пенальти сильнее были игроки «Динамо» — 4:2. В 1/128 финала Кубка России команда встретилась в гостях в Иваново на стадионе «Текстильщик» с ивановским «Текстильщиком», и проиграло на последних минутах дополнительного времени со счётом 2:1.
В 2014 году «Динамо» в первом раунде на своём поле противостояло владимирскому клубу «Торпедо». Матч, проходивший на стадионе «Динамо», закончился со счётом 3:2 в пользу гостей.
В 2015 году в очередной раз в рамках 1/256 финала состоялось дерби «Динамо» (Кострома) — «Спартак» (Кострома). Как и в 2013 году, хозяином поля было «Динамо», и матч также прошёл на стадионе «Урожай», но в этот раз «Динамо» проиграло — 0:2.
В 2016 году также на стадии 1/256 финала «Динамо» на своём поле на стадионе «Динамо» проиграло ивановскому «Текстильщику» — 1:3.
В 2017 году «Динамо» начало турнир с 1/128 финала, где на стадионе «Динамо» принимало владимирское «Торпедо». Со счётом 3:2 выиграло «Торпедо».
| Сезон   | Стадия       | Дата       | Соперник              | Д/Г      | Место     | Стадион     | Результат                |  |
| ------- | ------------ | ---------- | --------------------- | -------- | --------- | ----------- | ------------------------ |  |
| 2010/11 | 1/256 финала | 25.04.2010 | Спартак (Кострома)    | в гостях | Караваево | Урожай      | 1:1 (0:0,1:1), пен.5:6   |  |
| 2011/12 | 1/256 финала | 26.04.2011 | Спартак (Кострома)    | в гостях | Иваново   | Текстильщик | 1:2                      |  |
| 2013/14 | 1/256 финала | 10.07.2013 | Спартак (Кострома)    | дома     | Караваево | Урожай      | 1:1 (0:0, 1:1), пен. 4:2 |  |
| 2013/14 | 1/128 финала | 31.07.2013 | Текстильщик (Иваново) | в гостях | Иваново   | Текстильщик | 1:2 (0:1, 1:1), д.в      |  |
| 2014/15 | 1/256 финала | 08.07.2014 | Торпедо (Владимир)    | дома     | Кострома  | Динамо      | 2:3 (0:1, 2:2), д.в.     |  |
| 2015/16 | 1/256 финала | 16.07.2015 | Спартак (Кострома)    | дома     | Караваево | Урожай      | 0:2                      |  |
| 2016/17 | 1/256 финала | 15.07.2016 | Текстильщик (Иваново) | дома     | Кострома  | Динамо      | 1:3                      |  |
| 2017/18 | 1/128 финала | 24.07.2017 | Торпедо (Владимир)    | дома     | Кострома  | Динамо      | 2:3                      |  |

В Кубке России среди ЛФК (зона «Золотое кольцо») играла в розыгрышах 2008, 2009, 2012, 2013, 2014, 2016, 2017 годов.

## Результаты выступлений в первенствах России
| Сезон          | Лига                              | И  | В  | Н  | П  | М     | О  | Место | Примечания                                |
| -------------- | --------------------------------- | -- | -- | -- | -- | ----- | -- | ----- | ----------------------------------------- |
| 2008           | Третий дивизион, «Золотое кольцо» | 22 | 16 | 4  | 2  | 71-22 | 52 | 1     | в финальном турнире — 7-е место из 8      |
| 2009           | Третий дивизион, «Золотое кольцо» | 20 | 14 | 3  | 3  | 45-15 | 45 | 3     | Переведён во Второй дивизион зона «Запад» |
| 2010           | Второй дивизион, «Запад»          | 32 | 9  | 5  | 18 | 34-51 | 32 | 15    |                                           |
| 2011/12        | Второй дивизион, «Запад»          | 43 | 6  | 11 | 26 | 33-64 | 29 | 14    | Переведён в МФФ «Золотое кольцо» (ЛФК)    |
| 2012/13 (2012) | Третий дивизион, «Золотое кольцо» | 14 | 11 | 3  | 0  | 33-6  | 36 | 1     |                                           |
| 2013           | Третий дивизион, «Золотое кольцо» | 20 | 15 | 1  | 4  | 44-18 | 46 | 1     |                                           |
| 2014           | Третий дивизион, «Золотое кольцо» | 20 | 16 | 0  | 4  | 61-24 | 48 | 2     |                                           |
| 2015           | Третий дивизион, «Золотое кольцо» | 14 | 12 | 2  | 0  | 33-15 | 38 | 1     |                                           |
| 2016           | Третий дивизион, «Золотое кольцо» | 16 | 9  | 3  | 4  | 30-24 | 30 | 3     |                                           |
| 2017           | Третий дивизион, «Золотое кольцо» | 16 | 9  | 2  | 5  | 27-21 | 29 | 3     | Прекращение выступлений в III дивизионе   |
|                |                                   |    |    |    |    |       |    |       |                                           |
| 2022           | Третий дивизион, «Золотое кольцо» | 18 | 2  | 1  | 15 | 11-60 | 7  | 10    |                                           |

Молодёжная команда в сезонах 2010 и 2011/12 играла в первенстве «Золотого кольца», в 2017 году приняла участие в зональном турнире кубка России среди ЛФК (в 1/4 финала уступила главной команде — 0:7, 0:3).

## Форма
Традиционные цвета «Динамо» — белый и синий, раскраска формы представляет собой синюю футболку, синие шорты и синие гетры.
Гостевая же форма представляет собою белые майки, белые шорты и белые гетры.
| 2008—2011 Домашняя форма | 2008—2011 Гостевая форма | 2012—н. в. Домашняя форма | 2012—н. в. Гостевая форма |

## Лучшие бомбардиры в третьем дивизионе
| №  | Страна      | Бомбардир         | Голов |
| -- | ----------- | ----------------- | ----- |
| 1  | Флаг России | Сергей Горбань    | 45    |
| 2  | Флаг России | Алексей Потапов   | 24    |
| 3  | Флаг России | Сергей Тюпиков    | 15    |
| 4  | Флаг России | Юрий Серков       | 13    |
| 5  | Флаг России | Эдуард Булия      | 12    |
| 6  | Флаг России | Эмзар Розомашвили | 11    |
| 7  | Флаг России | Андрей Кустов     | 10    |
| 8  | Флаг России | Игорь Мордвинов   | 10    |
| 9  | Флаг России | Роман Куренков    | 9     |
| 10 | Флаг России | Иван Сабля        | 9     |

## Игроки «Динамо», которые играли в Премьер-лиге, ФНЛ
| Лига -       | Игр | Голов | Ампула       | Страна                  | Имя                  |
| ------------ | --- | ----- | ------------ | ----------------------- | -------------------- |
| Премьер-лига | 242 | 7     | защитник     | Флаг СССР · Флаг России | Альберт Борзенков    |
| Премьер-лига | 23  | 1     | полузащитник | Флаг России             | Владимир Зеленовский |
| Премьер-лига | 23  | 0     | полузащитник | Флаг России             | Евгений Кораблёв     |
| ФНЛ          | 27  | 7     | нападающий   | Флаг России             | Алексей Копилов      |
| Премьер-лига | 190 | 1     | полузащитник | Флаг России             | Владимир Смирнов     |
| Премьер-лига | 92  | 8     | полузащитник | Флаг Украины            | Максим Тищенко       |
| Премьер-лига | 9   | 0     | полузащитник | Флаг России             | Игорь Мордвинов      |
| ФНЛ          | 2   | 0     | нападающий   | Флаг России             | Сергей Тюпиков       |

## Призёры Премьер-лиги, ФНЛ, второго дивизиона
| Лига            | Зона                     | Место      | Страна       | Игрок                |
| --------------- | ------------------------ | ---------- | ------------ | -------------------- |
| Премьер-лига    |                          | место      | Флаг России  | Альберт Борзенков    |
| Премьер-лига    |                          | место      | Флаг России  | Владимир Смирнов     |
| Премьер-лига    |                          | , места    | Флаг Украины | Максим Тищенко       |
| ФНЛ             |                          | место      | Флаг России  | Альберт Борзенков    |
| Второй дивизион | «Центр»                  | место      | Флаг России  | Альберт Борзенков    |
| Второй дивизион | «Запад»                  | место      | Флаг России  | Александр Семенов    |
| Второй дивизион | «Запад»                  | место      | Флаг России  | Александр Ушаков     |
| Второй дивизион | «Запад»                  | место      | Флаг России  | Сергей Часовский     |
| Второй дивизион | «Центр»                  | место      | Флаг России  | Дмитрий Красильников |
| Второй дивизион | «Урал-Поволжье»          | место      | Флаг России  | Дмитрий Дмитриев     |
| Второй дивизион | «Центр»                  | , ,, места | Флаг России  | Евгений Кораблёв     |
| Второй дивизион | «Центр», «Запад»         | , места    | Флаг России  | Константин Павлов    |
| Второй дивизион | «Юг», «Запад»            | , места    | Флаг России  | Игорь Мордвинов      |
| Второй дивизион | «Запад», «Урал-Поволжье» | , места    | Флаг России  | Михаил Новиков       |
| Второй дивизион | «Юг», «Запад»            | , места    | Флаг России  | Иван Сабля           |
| Второй дивизион | «Урал-Поволжье»          | место      | Флаг России  | Константин Шишкин    |

## Лучшие бомбардиры команды во втором дивизионе
| №  | Страна       | Бомбардир            | Голов |
| -- | ------------ | -------------------- | ----- |
| 1  | Флаг России  | Алим Хабилов         | 10    |
| 2  | Флаг России  | Алексей Иванов       | 7     |
| 3  | Флаг России  | Александр Белявский  | 6     |
| 4  | Флаг России  | Владимир Зеленовский | 6     |
| 5  | Флаг Украины | Максим Тищенко       | 5     |
| 6  | Флаг России  | Георгий Стафионов    | 5     |
| 7  | Флаг России  | Адам Вишняков        | 4     |
| 8  | Флаг России  | Александр Паршин     | 4     |
| 9  | Флаг России  | Константин Шишкин    | 3     |
| 10 | Флаг России  | Павел Савкин         | 3     |

## Лучшие бомбардиры
| №  | Страна      | Бомбардир         | Голов |
| -- | ----------- | ----------------- | ----- |
| 1  | Флаг России | Сергей Горбань    | 42    |
| 2  | Флаг России | Алексей Потапов   | 24    |
| 3  | Флаг России | Сергей Тюпиков    | 15    |
| 4  | Флаг России | Юрий Серков       | 14    |
| 5  | Флаг России | Эдуард Булия      | 12    |
| 6  | Флаг России | Эмзар Розомашвили | 11    |
| 7  | Флаг России | Андрей Кустов     | 10    |
| 8  | Флаг России | Игорь Мордвинов   | 10    |
| 9  | Флаг России | Алим Хабилов      | 10    |
| 10 | Флаг России | Роман Куренков    | 9     |